# QuinRose
QuinRose(일본어: クインロゼ)는 일본의 주식회사 아트무브(株式会社アートムーヴ) 산하의 여성향 게임 브랜드이다. 대표작으로는 《아라비안즈 로스트》, 《하트 나라의 앨리스》 등이 있다.

## 개요
주로 여성 주인공으로 남성 캐릭터를 공략하는 오토메 게임을 제작한다. 주 시나리오 라이터는 사츠키 코우(五月攻).
정확히는 QuinRose 레이블과 QuinRose UnderGarden 레이블로 나뉘어 있으나 제작 스텝과 홈페이지는 동일하다.
2005년부터 PC(Windows) 게임을 만들기 시작하였으며, 초기에는 이식판은 프로토타입에 외주했으나 2010년부터는 자사에서 이식하기 시작했으며 PSP 게임도 발매하고 있다. 그 외 자사 게임의 사운드 드라마 및 드라마 CD 제작도 맡고 있다.
2010년부터는 타 메이커에서 발매한 게임의 PSP 이식판 개발 및 발매도 담당하고 있다.

## 발매 게임 일람

### 자사 오리지널 게임
PC 게임
- 마법사와 주인님 (2005년 9월 2일)
- 아라비안즈 로스트 ~The engagement on desert~ (2006년 8월 10일)
- 하트 나라의 앨리스 ~Wonderful Wonder World~ (2007년 2월 14일)
- 클로버 나라의 앨리스 ~Wonderful Wonder World~ (2007년 12월 25일)
- 크림슨 엠파이어 ~Circumstance to serve a noble~ (2008년 12월 13일)
- 크림슨 로얄 ~Circumstance to serve a noble~ (2009년 8월 8일)
- 조커 나라의 앨리스 ~Wonderful Wonder World~ (2009년 10월 31일)
- 애니버서리 나라의 앨리스 ~Wonderful Wonder World~ (2010년 3월 14일)
- 마법사와 주인님 ~New Ground~ (2010년 7월 31일)

플레이스테이션 2
- 크림슨 엠파이어 ~Circumstance to serve a noble~ (2010년 12월 16일)

플레이스테이션 포터블
- 클로버 나라의 앨리스 ~Wonderful Wonder World~ (2011년 3월 31일)
- 크림슨 엠파이어 ~Circumstance to serve a noble~ (2011년 8월 25일)
- 하트 나라의 앨리스 ~애니버서리 ver.~ (2011년 7월 28일)
- 조커 나라의 앨리스 ~Wonderful Wonder World~ (2011년 10월 27일)
- 마더 구스의 비밀의 관 (2011년 6월 23일)
- 과자 섬의 피터팬 ~Sweet Never Land~ (2011년 10월 6일)
- 마더 구스의 비밀의 관 ~Blue Label~ (2011년 11월 17일)
- 마법사와 주인님 ~New Ground~ (2011년 11월 23일)
- 장난감 상자 나라의 앨리스 ~Wonderful Wonder World~ (2011년 12월 22일)
- 12시의 종과 신데렐라 ~Halloween Wedding~ (2012년 2월 23일 발매예정)
- 봉마시 ~괴담 로맨스~ (2012년 3월 29일 발매예정)

### 타사 이식 게임
- 장미나무에 장미꽃 핀다 (Cyc Rose 사, 2010년 12월 22일)
- 아사키, 유메미시 (MIO 사, 2011년 4월 28일)
- 자, 출진! 연전 (GignoSystem Japan 사, 2011년 5월 26일)
- 위험한★사랑의 수사실 (GignoSystem Japan 사, 2012년 발매예정)